# Allido Records
Allido Records – wytwórnia płytowa i firma produkcyjna. Firma została założona przez DJ-a i producenta Marka Ronsona oraz Richa Kleimana – biznesmena telewizyjnego, internetowego i muzycznego. Wytwórnia nosi nazwę "Allido" od piosenki Stevie Wondera „All I Do“. Raper Saigon był pierwszym artystą Allido Records, ale po krótkim czasie zerwał z nią umowę i podpisał kontrakt z Just Blazem w Fort Knox Entertainment. W kooperacji z J Records Clive'a Davisa Allido Records podpisało kontrakt z raperem Rhymefest, który najlepiej znany jest jako współautor „Jesus Walks” Kanye'a Westa. Pierwszy album Rhymefesta w wytwórni Allido wydany został 11 lipca 2006, pod tytułem Blue Collar. Kontrakt z Allido podpisał również australijski twórca soulu Daniel Merriweather. Inne projekty we współpracy z Ronsonem i Kleimanem to soundtrack do najnowszej kampanii reklamowej firmy Gap Inc., jak również film Jaya Z – Fade to Black.
W 2012 r. Allido podpisało kontrakt z waszyngtońskim artystą hip-hopowym Wale.
Dystrybutorem Allido była wytwórnia J Records.

## Artyści
- Daniel Merriweather
- The Rumblestrips
- Surreal
- Mark Ronson & The Business Intl.
- Wale